# Eunica eburnea
Eunica eburnea is een vlinder uit de familie Nymphalidae. De wetenschappelijke naam van de soort is voor het eerst geldig gepubliceerd in 1907 door Hans Fruhstorfer.